# نظام الزمرة الدموية الريسوسية

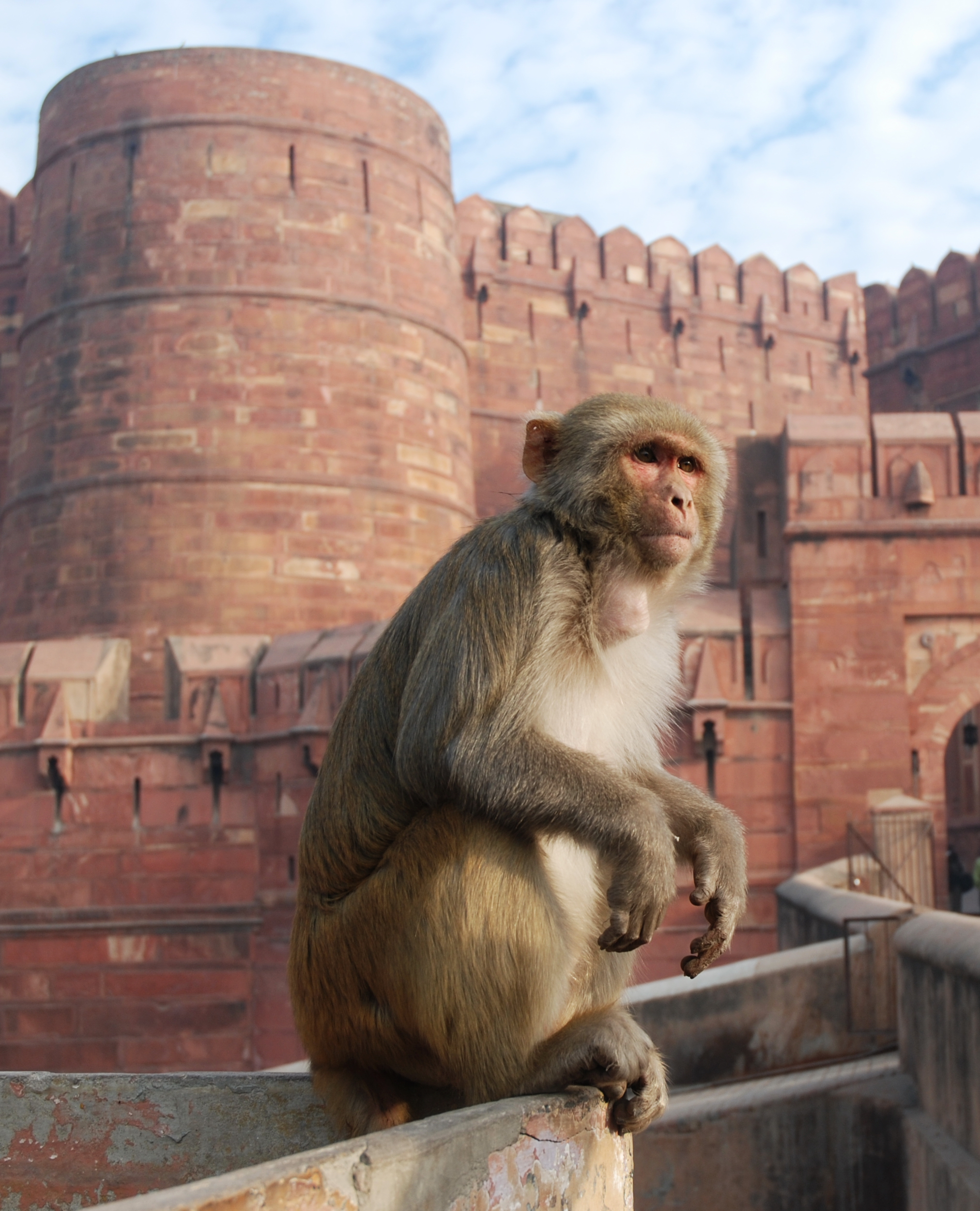

نظام الزُّمْرَةُ الدَّمَوِيَّةُ الرَّيسوسِيَّة (بالإنجليزية: Rh blood group system)‏ هو واحد من خمسة وثلاثين نظام دموي معروف، وهو ثاني أهم نظام فصيلة الدم، بعد نظام مجموعة الدم ABO. يتكون نظام مجموعة دم Rh من 49 مستضد مجموعة دم محددة، من بينها خمسة مستضادات D، C، c، E، و e وهم الأكثر أهمية. لا يوجد مستضد "d" فقط "D" (أي حرف كبير). يوصف عادة حالة (Rh (D للفرد بلاحقة إيجابية أو سلبية بعد ABO. مثلا شخص لديه A إيجابي لديه مستضد A والمستضد (Rh (D، في حين أن الشخص الذي هو A سلبي يفتقر إلى مستضد (Rh (D. يشير المصطلح عامل Rh و Rh ايجابي و Rh سلبي إلى المستضد (Rh (D فقط. يمكن أن تشارك الأجسام المضادة لمستضدات Rh في تفاعلات نقل الدم الانحلالية والأجسام المضادة إلى المستضدات (Rh (D و (Rh (c تمنح مخاطر كبيرة من المرض الانحلالي للجنين وحديثي الولادة. 
كان المصطلح "Rh" في الأصل اختصارًا لـ «عامل ريسوس-Rhesus» تم اكتشافه في عام 1937 بواسطة كارل لاندشتاينر وألكسندر فينر اللذان اعتقدا في ذلك الوقت أنه مستضد مماثل موجود في خلايا الدم الحمراء لقرد المكاك الريسوسي، واكتشفوا لاحقا أن العامل البشري غير متطابق مع عامل قرد الريس. ولكن بحلول ذلك الوقت، كانت «مجموعة ريسوس» مثل مصطلح أو كلمة منتشرة على نطاق واسع في جميع أنحاء العالم. بالتالي، على الرغم من كون التسمية خاطئة، فإن المصطلح يبقى (على سبيل المثال، نظام مجموعة الدم ريسوس-rhesus، والعامل البطيء المصطلح عامل ريسوس-rhesus، وريسوس-rhesus موجبة، وريسوس-rhesus سالبة - كل هذه الثلاثة التي تشير في الواقع على وجه التحديد فقط إلى عامل Rh D. وبالتالي، تسبب بلبلة مع انها عدلت). الممارسة المعاصرة هي استخدام "Rh" كمصطلح فني بدلاً من "Rhesus"؛ بمعنى "Rh factors"، "Rh group "، " Rh D" إلخ.  

## تاريخ الاكتشافات
تم اكتشاف أول نوع من فصيلة الريسوس"rhesus" في عام 1937 بواسطة لاندستاينر ووينر، الذي أطلق عليه اسم عامل مماثل في دم قرد الريس. لم تكن أهمية هذا الاكتشاف واضحة على الفور، فعرفت في عام 1940، بعد النتائج التي توصل إليها فيليب ليفين وروفوس ستيتسون. مصل الدم الذي أدى إلى الاكتشاف عن طريق تحصين الأرانب مع كريات الدم الحمراء من المكاك الريسي (rhesus macaque).المستضد الذي نجم عن هذا التحصين تم تعينه من قبلهم كعامل Rh للإشارة ان دم الريسوس استخدم لإنتاج مصل الدم.  
الفي عام 1939، نشر فيليب ليفين وروفوس ستيتسون في تقرير الحالة الأولى النتائج السريرية لعامل Rh غير معروف، تفاعل نقل الدم الانحلالي، والمرض الانحلالي لحديثي الولادة في أشد أشكاله.  كان من المعترف به أن مصل المرأة المبلّغ عنها تم جمعها مع خلايا الدم الحمراء من حوالي 80 ٪ من الناس على الرغم من أن مجموعات الدم المعروفة آنذاك، وخاصة ABO كانت متطابقة.لم يعطى أي اسم لهذا الملزن/الراصة عندما وصف. في عام 1940، قام كارل لاندستاينر وألكسندر س. فينر عملا ربط بين اكتشافهم السابق، حيث أبلغوا عن مصل الدم الذي تفاعل مع 85٪ من خلايا الدم الحمراء البشرية المختلفة. 
في عام 1941، قامت مجموعة O: مريض من الدكتور بول في إيرفينغتون، نيو جيرسي، بتسليم رضيع طبيعي في عام 1931 : وأعقب هذا الحمل كان بعد فترة طويلة من العقم. وأدى الحمل الثاني (أبريل 1941) إلى إصابة طفل رضيع بالم وخيم (الضُّمورُ الأَصْفَرُ الحادُّ في الكَبد). في مايو 1941، أصبح ثالث مصل مضاد لـ (Rh (M.S من المجموعة O متاحًا.
واستناداً إلى التشابهات المصلية، استخدم عامل Rh بعدها للمستضدات، ومضاد Rh للأجسام المضادة، الموجودة في البشر مثل التي وصفها سابقا ليفين وستيتسون. على الرغم من أن الاختلافات بين هذين الأمصال أظهرت بالفعل في عام 1942 وظهرت بوضوح في عام 1963، تم استخدام المصطلح "Rh" المستخدم على نطاق واسع للأجسام المضادة البشرية الموصوفة سريريًا والتي تختلف عن تلك المرتبطة بقرد الريسوس. تم تصنيف هذا العامل الحقيقي الموجود في المكاك الريسي التي تم تصنيفها في نظام مستضد لاندستينر-وينير"landsteiner-wiener" (المستضد LW، مضاد الاجسام المضادة-LW)تكريما وتقديرا للمكتشفين. .
كان من المعترف به أن عامل Rh كان مجرد واحد في نظام من المستضادات المختلفة. استنادا إلى نماذج مختلفة من الوراثة الجينية، تم تطوير اثنين من المصطلحات المختلفة؛ كلاهما على قيد الاستعمال. 
 الأهمية السريرية لهذا المستضد عالي التحصين D(مثل عامل Rh)ادركوها لاحقا. كان بعض حجر الأساس هو ادراك أهميته ًنقل الدم (بما في ذلك الاختبارات التشخيصية الموثوقة)، والمرض الانحلالي لحديثي الولادة (بما في ذلك نقل الدم)، والأهم من ذلك هو الوقاية منه عن طريق الفحص والوقاية.
كتشاف الحمض النووي DNA الخالي من الجنين في دوران الأمهات بواسطة هولزغريف وزملائه في البحث. أدى إلى توسع التنميط الجيني من الجينات Rh في العديد من البلدان.
إن أندر أنواع الدم في الوجود هو دم من فئة Rh-null ويتميز الأشخاص الذين يحملون فصيلة الدم تلك، بنقص كامل في المستضدات في نظام Rh  وهو أكبر نظام ضمن مجموعات الدم المعروفة، ويتضمن ذلك أيضاً نظام D  , بالإضافة إلى مستضدات أخرى مكونة من 50 عنصراً في المجموعة.
هذا النوع من الدم نادراً جداً لدرجة أن 43 شخصاً فقط حول العالم من يحملون فصيلة دم Rhnull وفقاً للإحصائيات، ولا يوجد منهم سوى تسعة مانحين للدم نشطين.
وفي عام 1916، إفترض الأطباء أن الشخص الذي يفتقر إلى جميع مستضدات نظام الـ Rh  لن يتمكن من البقاء على قيد الحياة فور ولادته، بينما أطلق الدكتور تييري بيرلر-مدير المختبر المرجعي الوطني لمناعة الدم في باريس - اسم «الدم الذهبي» على تلك الفصيلة النادرة من الدم.

## مصطلحات الريسوس
| فيشر-ريس | وينر |
| -------- | ---- |
| Dce      | R0   |
| DCe      | R1   |
| DcE      | R2   |
| DCE      | RZ   |
| dce      | r    |
| dCe      | r'   |
| dcE      | r"   |
| dCE      | rY   |

 يحتوي نظام مجموعة دم Rh على مجموعتين من المصطلحات: واحد وضعه رونالد فيشر-Ronald Fisher ور.ر ريس- R.R. Race والآخر بواسطة وينير- Wiener. كلا النظامين يعكسان النظريات البديلة للميراث. يستخدم نظام فيشر-ريس، الذي يستخدم اليوم بشكل أكبر، تسمية CDE. وقد استند هذا النظام إلى النظرية القائلة بأن جينًا مستقلًا يتحكم في منتج كل مولد مضاد (على سبيل المثال، ينتج «الجين D» مستضد D، وهكذا). ومع ذلك، كان الجين d افتراضيًا وليس فعليًا
استخدم نظام وينير-Wiener التسميات Rh – Hr. اعتمد هذا النظام على نظرية أن هناك جينة واحدة في موضع واحد على كل كروموسوم، كل منها يساهم في إنتاج مولدات المضادات المتعددة. في هذه النظرية، من المفترض أن يؤدي الجين R1 إلى ظهور "عوامل الدم Rh0" و' rh و"rh (المقابلة للتسمية الحديثة للمستضدات D و C و E)والجين r لإنتاج hr ′ و hr ″ (المقابلة للتسمية الحديثة للمستضدات c وe).  
وتستخدم الرموز الخاصة بالنظريتين بشكل متبادل في المعاملات المصرفية للدم (على سبيل المثال، (Rho (D تعني RhD ايجابي) إن ترميز وينير-Wiener أكثر تعقيدًا وتعقيدًا للاستخدام الروتيني. لأنه من الأسهل تفسير ذلك، أصبحت نظرية فيشر-ريس تستخدم على نطاق واسع.
أظهر اختبار الحمض النووي أن كلاهما صحيح جزئياً (بحاجة لمصدر) يوجد في الواقع جينان مرتبطان، الجين RHD الذي ينتج خصوصية مناعية واحدة (anti-D) وجين RHCE مع خصوصيات متعددة)مضاد لـ C، مضاد c، ومضاد E، ومضاد (eوهكذا، فقد ثبتت صحة افتراض فينر بأنه يمكن أن يكون للجين خصائص متعددة)شيء لم يعط العديد منه مصداقية في الأصل (من ناحية أخرى، أثبتت نظرية فيرون أن هناك جينًا واحدًا غير صحيح، كما أثبتت نظرية فيشر-رايس أن هناك ثلاثة جينات، وليس 2. وأحيانًا يتم إعادة ترميز تدوين CDE المستخدم في تسمية فيشير ريس-Fisher-Race إلى DCE لتمثيل الموقع المشترك للتشفير C و E بشكل أكثر دقة على جين RhCE، وتسهيل الترجمة.

## نظام مستضدات الريسوس
البروتينات التي تحمل مستضدات Rh هي بروتينات عبر الغشاء، والتي يشير هيكلها إلى أنها قنوات أيونية.  المستضدات الرئيسية هي D و C و E و c و e، والتي يتم ترميزها من خلال موقعين جينيين متجاورين، جينة RHD التي تشفر بروتين RhD مع المستضد D (والمتغيرات) وجين RHCE الذي يشفر ال RhCE البروتينات مع المستضدات C و E و c و e (والمتغيرات). لا يوجد مستضد d. تشير الأحرف الصغيرة "d" إلى عدم وجود مستضد D (يتم عادة حذف الجين أو غيره من الوظائف).  
يتم التعرف على الظواهر Rh بسهولة من خلال وجود أو عدم وجود المستضدات السطحية Rh. كما يمكن ملاحظته في الجدول أدناه، يمكن إنتاج معظم أنماط الظواهر الروتينية من قبل العديد من المورثات الوراثية المختلفة. لا يمكن تحديد النمط الجيني الدقيق لأي فرد إلا من خلال تحليل الحمض النووي. فيما يتعلق بعلاج المريض، فإن النمط الظاهري هو عادة ما يكون له أهمية سريرية لضمان عدم تعرض المريض لمستضد من المحتمل أن يقوموا بتطوير أجسام مضادة ضده. يمكن التنبأ بنمط وراثي محتمل، بناءً على التوزيعات الإحصائية للأنماط الجينية في مكان المنشأ للمريض.
    R (cDe وDce)  هو اليوم الأكثر شيوعًا في إفريقيا. وهكذا كان الأليل يفترض في كثير من الأحيان في تحاليل مجموعة الدم في وقت مبكر لتكون نموذجية للسكان في القارة. لا سيما في المناطق الواقعة تحت الصحراء. نظرا لوجود نسبة عالية من R0 بين اليهود السفارديم والأشنازيم بالمقارنة مع السكان الأصليين الأوروبيين والعزلة الوراثية النسبية لأشكنازيم، اوتينسوسير وآخرون. (1963) لذلك اقترح أن ترددات R0 العالية كانت على الأرجح من سمات يهود يهودا القدماء، الذين هاجروا من مصر قبل انتشارهم في جميع أنحاء حوض البحر الأبيض المتوسط وأوروبا.  ومع ذلك، وجدت دراسات حديثة أن ترددات R0 منخفضة إلى 24.3٪ بين بعض المجموعات الناطقة بالأفريقية في القرن الإفريقي،  بالإضافة إلى ترددات R0 أعلى بين بعض المتكلمين الأفارقة الآخرين في شمال إفريقيا (37.3٪)  وبين بعض الفلسطينيين في المشرق (30.4٪).
| النمط الظاهري على الخلية | النمط الوراثي المعبر عنه في الحمض النووي | النمط الوراثي المعبر عنه في الحمض النووي | الانتشار (%) † |
| النمط الظاهري على الخلية | تدوين فيشر-ريس                           | تدوين وينير                              | الانتشار (%) † |
| ------------------------ | ---------------------------------------- | ---------------------------------------- | -------------- |
| D+ C+ E+ c+ e+ (RhD+)    | Dce/DCE                                  | R0RZ                                     | 0.0125         |
| D+ C+ E+ c+ e+ (RhD+)    | Dce/dCE                                  | R0rY                                     | 0.0003         |
| D+ C+ E+ c+ e+ (RhD+)    | DCe/DcE                                  | R1R2                                     | 11.8648        |
| D+ C+ E+ c+ e+ (RhD+)    | DCe/dcE                                  | R1r″                                     | 0.9992         |
| D+ C+ E+ c+ e+ (RhD+)    | DcE/dCe                                  | R2r′                                     | 0.2775         |
| D+ C+ E+ c+ e+ (RhD+)    | DCE/dce                                  | RZr                                      | 0.1893         |
| D+ C+ E+ c+ e− (RhD+)    | DcE/DCE                                  | R2RZ                                     | 0.0687         |
| D+ C+ E+ c+ e− (RhD+)    | DcE/dCE                                  | R2rY                                     | 0.0014         |
| D+ C+ E+ c+ e− (RhD+)    | DCE/dcE                                  | RZr″                                     | 0.0058         |
| D+ C+ E+ c− e+ (RhD+)    | DCe/dCE                                  | R1rY                                     | 0.0042         |
| D+ C+ E+ c− e+ (RhD+)    | DCE/dCe                                  | RZr′                                     | 0.0048         |
| D+ C+ E+ c− e+ (RhD+)    | DCe/DCE                                  | R1RZ                                     | 0.2048         |
| D+ C+ E+ c− e− (RhD+)    | DCE/DCE                                  | RZRZ                                     | 0.0006         |
| D+ C+ E+ c− e− (RhD+)    | DCE/dCE                                  | RZrY                                     | < 0.0001       |
| D+ C+ E− c+ e+ (RhD+)    | Dce/dCe                                  | R0r′                                     | 0.0505         |
| D+ C+ E− c+ e+ (RhD+)    | DCe/dce                                  | R1r                                      | 32.6808        |
| D+ C+ E− c+ e+ (RhD+)    | DCe/Dce                                  | R1R0                                     | 2.1586         |
| D+ C+ E− c− e+ (RhD+)    | DCe/DCe                                  | R1R1                                     | 17.6803        |
| D+ C+ E− c− e+ (RhD+)    | DCe/dCe                                  | R1r′                                     | 0.8270         |
| D+ C− E+ c+ e+ (RhD+)    | DcE/Dce                                  | R2R0                                     | 0.7243         |
| D+ C− E+ c+ e+ (RhD+)    | Dce/dcE                                  | R0r″                                     | 0.0610         |
| D+ C− E+ c+ e+ (RhD+)    | DcE/dce                                  | R2r                                      | 10.9657        |
| D+ C− E+ c+ e− (RhD+)    | DcE/DcE                                  | R2R2                                     | 1.9906         |
| D+ C− E+ c+ e− (RhD+)    | DcE/dcE                                  | R2r″                                     | 0.3353         |
| D+ C− E− c+ e+ (RhD+)    | Dce/Dce                                  | R0R0                                     | 0.0659         |
| D+ C− E− c+ e+ (RhD+)    | Dce/dce                                  | R0r                                      | 1.9950         |
| D− C+ E+ c+ e+ (RhD−)    | dce/dCE                                  | rrY                                      | 0.0039         |
| D− C+ E+ c+ e+ (RhD−)    | dCe/dcE                                  | r′r″                                     | 0.0234         |
| D− C+ E+ c+ e− (RhD−)    | dcE/dCE                                  | r″rY                                     | 0.0001         |
| D− C+ E+ c− e+ (RhD−)    | dCe/dCE                                  | r′rY                                     | 0.0001         |
| D− C+ E+ c− e− (RhD−)    | dCE/dCE                                  | rYrY                                     | < 0.0001       |
| D− C+ E− c+ e+ (RhD−)    | dce/dCe                                  | rr′                                      | 0.7644         |
| D− C+ E− c− e+ (RhD−)    | dCe/dCe                                  | r′r′                                     | 0.0097         |
| D− C− E+ c+ e+ (RhD−)    | dce/dcE                                  | rr″                                      | 0.9235         |
| D− C− E+ c+ e− (RhD−)    | dcE/dcE                                  | r″r″                                     | 0.0141         |
| D− C− E− c+ e+ (RhD−)    | dce/dce                                  | rr                                       | 15.1020        |

† ارقام ماخوذة من دراسة اجريت في عام 1948 على عينة من 2000 شخص في المملكة المتحدة.
| النمط الظاهري لل Rh | CDE   | المرضى (%) | المتبرعون (%) |
| ------------------- | ----- | ---------- | ------------- |
| R1r                 | CcDe  | 37.4       | 33.0          |
| R1R2                | CcDEe | 35.7       | 30.5          |
| R1R1                | CDe   | 5.7        | 21.8          |
| rr                  | ce    | 10.3       | 11.6          |
| R2r                 | cDEe  | 6.6        | 10.4          |
| R0R0                | cDe   | 2.8        | 2.7           |
| R2R2                | cDE   | 2.8        | 2.4           |
| rr″                 | cEe   | –          | 0.98          |
| RZRZ                | CDE   | –          | 0.03          |
| rr′                 | Cce   | 0.8        | –             |

## المرض الانحلالي للأطفال حديثي الولادة
تحدث الحالة الانحلالية عندما يكون هناك عدم توافق بين أنواع دم الأم والجنين. هناك أيضا عدم توافق محتمل إذا كانت الأم سلبية Rh وأبRh إيجابي. عندما يتم الكشف عن أي عدم توافق، فإن الأم غالباً ما تتلقى حقنة في الأسبوع الثامن والعشرين من الحمل وعند الولادة لتجنب تطور الأجسام المضادة نحو الجنين. لا تشير هذه المصطلحات إلى أي نوع من عدم توافق مستضد الجسم المضاد محدد. يُعرف الاضطراب في الجنين الناتج عن عدم توافق Rh D على أنه كَثْرَةُ اَرُوْمَاتِ الحُمْرِ الجَنينِيَّة.  
- يأتي الانحلالي من كلمتين: «هيما» (الدم) و «تحلل» (محلول) أو انهيار خلايا الدم الحمراء
- داء الاريتروبلازما يشير إلى صنع خلايا الدم الحمراء غير الناضجة
- جنيني نسبة للجنين

عندما تحدث الحالة بسبب عدم توافق مستضد الجسم المضاد Rh D، يطلق عليه مرض Rh D الانحلالي للمولود الجديد. هنا، قد يؤدي التحسس لمستضدات Rh D(عادةً عن طريق نقل الحمض الأمومي أثناء الحمل) إلى إنتاج الأجسام المضادة لـ D-IgG التي يمكن أن تمر عبر المشيمة. وهذا له أهمية خاصة للإناث السلبيات D في سن الإنجاب أو أقل منه، لأن أي حمل لاحق قد يتأثر بمرض الانحلالي Rh D عند الوليد إذا كان الطفل D إيجابي. يمكن الوقاية من الغالبية العظمى من مرض Rh في الرعاية الحديثة قبل الولادة عن طريق حقن IgG للأضداد (D)Rho D) غلوبولين مناعي). ترتبط الإصابة بمرض الرئة رياضيا بتواتر الأفراد السلبيين في مجموعة سكانية، لذا فإن مرض الرئة نادر في المجموعات القديمة من أفريقيا والنصف الشرقي من آسيا، والشعوب الأصلية في أوقيانوسيا والأمريكتين، ولكن شائعة في مجموعات وراثية أخرى، وعلى الأخص الأوروبيين الغربيين، ولكن أيضًا من الأوروبيين الغربيين الآخرين، وبدرجة أقل سيبيريانز الأصليين، بالإضافة إلى ذوي العرق المختلط ذي الهيمنة الكبيرة أو المهيمنة من هؤلاء (على سبيل المثال، الغالبية العظمى من الأمريكيين اللاتينيين وآسيا الوسطى.)  
- الأعراض والعلامات في الجنين:
- تضخم الكبد والطحال، أو تراكم القلب والسوائل في بطن الجنين عبر الموجات فوق الصوتية
  - الأعراض والعلامات في حديثي الولادة:
  - فقر الدم الذي يخلق شحوب حديثي الولادة (مظهر شاحب).
  - اليرقان أو اللون الأصفر لجلد الوليد أو الصلبة أو الغشاء المخاطي. قد يكون هذا واضحًا بعد الولادة -مباشرة أو بعد 24-48 ساعة بعد الولادة. يحدث هذا بسبب البيليروبين (أحد المنتجات النهائية لتدمير خلايا الدم الحمراء).
  -  تكبير الكبد والطحال لحديثي الولادة. 
  - قد يكون للوليد وذمة حادة في الجسم بأكمله.
  -  ضيق التنفس أو صعوبة في التنفس.

## بيانات السكان
تردد عامل فصيلة الدم Rh وجين الاليل RhD السالب يختلف في مختلف السكان.
| السكان                                  | (Rh(D سالب | (Rh(D موجب  | الألائل (Rh(Dالسالبات |
| --------------------------------------- | ---------- | ----------- | --------------------- |
| أمريكيون أفارقة                         | ∼ 7%       | 93%         | ∼ 26%                 |
| باسكيون                                 | 21%-36%    | 65%         | ∼ 60%                 |
| المملكة المتحدةn                        | 17%        | 83%         |                       |
| الصين A                                 | <1%        | >99%        |                       |
| إثيوبيا s                               | 1%-21%     | 99%-79%     |                       |
| أوروبا                                  | 16%        | 84%         | 40%                   |
| الهندa                                  | 0.6%-8.4%  | 99.4%-91.6% |                       |
| إندونيسياa                              | <1%        | >99%        |                       |
| اليابانn                                | <1%        | >99%        |                       |
| كوريون                                  | <1%        | >99%        |                       |
| مدغشقرr                                 | 1%         | 99%         |                       |
| المغاربة                                |            |             |                       |
| المغاربة (الأطلس الكبير)                | ∼ 29%      | 71%         |                       |
| الأمريكيون الأصليون في الولايات المتحدة | ∼ 1%       | 99%         | ∼ 10%                 |
| نيجيريا                                 | 6%         | 94%         |                       |
| السعودية                                | 8.8%       | 91.2%       | 29.5%                 |
| أفريقيا الاستوائيةa                     | 1%-3%      | 99%-97%     |                       |
| الولايات المتحدة الامريكيهs             | 15%        | 85%         |                       |

## الوراثة
إذا كان كلا والدي الطفل سلبيًا، فسيكون الطفل سلبيًا بالتأكيد. وإلا قد يكون الطفل Rh موجبًا أو سلبيًا، اعتمادًا على التراكيب الوراثية الخاصة بالوالدين.
يتم توريث المستضد D كمورث واحد (RHD) (على الذراع القصير للكروموسوم الأول، p36.13 – p34.3) مع ألليلات مختلفة. على الرغم من أنه مبسط للغاية، يمكن للمرء أن يفكر في الأليلات الإيجابية أو السلبية للمستضد D. رموز الجينات لبروتين RhD على غشاء الخلية الحمراء. D− الأفراد الذين يفتقرون إلى جين RHD وظيفي لا ينتجون المستضد D، ويمكن تحصينهم بالدم D +.
يتم التعبير عن الحواتم اللاصقة للـ 4 مستقبلات Rh الأكثر شيوعًا و C و c و E و e على بروتين RhCE المتشابه للغاية والمشفوع جينياً في جين RHCE، كما وجد على الكروموسوم 1. وقد تبين أن جين RHD نشأ من خلال الازدواجية في جين RHCE خلال تطور الرئيسيات. [بحاجة لمصدر]تمتلك الفئران جينة RH واحدة فقط.
تم العثور على جين RHAG، وهو المسؤول عن ترميز البروتينات السكرية المرتبطة (RhAG)، على الكروموسوم 6 a.
تشكل ببتيدات عديدة الناتجة من جينات RHD و RHCE معقدًا على غشاء خلايا الدم الحمراء مع بروتين سكري مرتبط بـ Rh.

## وظيفة
على أساس التجانس البنيوي، تم اقتراح أن منتج جين RHD، بروتين RhD، هو بروتين نقل غشائي ذو خصوصية غير مؤكدة (CO2 أو NH3) ودور فسيولوجي غير معروف.  يشير التركيب ثلاثي الأبعاد لبروتين RHCG المرتبط والتحليل البيوكيميائي لمركب البروتين RhD إلى أن بروتين RhD هو واحد من ثلاث وحدات فرعية لناقل للأمونيا.  ذكرت ثلاث دراسات حديثة  تأثيرًا وقائيًا على النمط الظاهري الإيجابي لـ RhD، وخصوصًا RhD متغاير الزيجية، ضد التأثير السلبي للداء المقوسات الكامن على الأداء النفسي الحركي في الأشخاص المصابين. إن سلبية ال-RhD مقارنة بالمواضيع الإيجابية التي لا تحمل علامة RhD بدون عديدات ادكاري للأجسام المضادة لمضادات داء المقوسات لها أوقات رد فعل أقصر في اختبارات أوقات رد الفعل البسيطة. وعلى العكس من ذلك، أظهرت الموضوعات السلبية لل RhD مع عيار ادكاري (أي مع داء المقوسات الكامن) أوقات رد فعل أطول بكثير من نظرائهم RhD-ايجابي. البيانات المنشورة تشير إلى أن حماية فقط من مغذيات متغايرة RhD إيجابية طويلة الأجل في الطبيعة. انخفضت حماية متماثل الزيجوت الإيجابي RhD مع مدة العدوى بينما انخفض أداء متماثل الزيجوت RhD-سلبي مباشرة بعد الإصابة. كان التغيير الكلي في أوقات رد الفعل أكبر دائمًا في المجموعة السلبية RhD مما هو عليه في RhD-ايجابي.

## أصل تعدد اشكال RHD
منذ مدة طويلة، كان اصل تعدد الاشكال RhD لغزًا تطوريا. قبل مجيء الطب الحديث، كانت حاملات الاليل النادر (مثل نساء ال RhD-سلبي في عدد من السكان ال RhD- ايجابي أو رجال ال RhD- ايجابي في عدد من سكان الRhD-سلبي) كانو في وضع غير مؤات مثل بعض اطفالهن (الأطفال ال RhD- ايجابي الذين يولدون لأمهات ال RhD-سلبي اللواتي سبق لهن الولادة) كانوا أكثر عرضة للإصابة بالوفاة الجنينية أو حديثي الولادة أو ضعف الصحة بسبب مرض الانحلالي.متغايري الزيجوت المتغاير RhD إيجابية ضد ضعف التوكسوبلازما الناجم عن زمن التفاعل [36] [37] وزيادة خطر التوكسوبلازما الناجمة عن حادث مروري [38] يمكن أن يوازن عيب الأليل النادر ويمكن أن يكون مسؤولا على حد سواء للانتشار الأولي من أليل RhD بين السكان سلبية RhD ولتعدد الأشكال RD ثابت في معظم السكان البشريين. واقترح أيضا أن الاختلافات في انتشار العدوى التوكسوبلازما بين المناطق الجغرافية (0-95 ٪) يمكن أن يفسر أيضا الاختلاف الملفت في تواتر الألائل السلبية RhD بين السكان. ووفقًا لبعض علماء الطفيليات، [36] فمن الممكن أن يكون الأداء النفسي الحركي الأفضل لمواد سلبية من نوع RhD في التجمعات الخالية من التوكسوبلازما هو سبب انتشار «الأليل» dle (الحذف) في السكان الأوروبيين. وعلى النقيض من الوضع في أفريقيا وبعض مناطق آسيا (وليس كلها)، فإن وفرة القطط البرية (مضيفات محددة من التوكسوبلازما جوندي) في أوروبا كانت منخفضة للغاية قبل ظهور القطط المحلية. 

## D جزئي
في الاختبارات المصلية، يتم تحديد D الدم الإيجابي بسهولة. غالبا ما يتم إعادة اختبار الوحدات التي تكون D سالبة لاستبعاد تفاعل اضعف. وقد تمت الإشارة إلى ذلك باسم Du، والذي تم استبدالة.   من حيث التعريف، يتميز النمط الظاهري للضعف D بالتفاعل السلبي مع كاشف مضاد D عند الدوران الفوري (IS)، التفاعل السلبي بعد حضانة 37 درجة، ورد فعل ايجابي في مرحلة الجلوبيولين المناهض لانسان (AHG). يمكن أن يحدث الضعف D في النمط الظاهري بعدة طرق. في بعض الحالات، يحدث هذا النمط الظاهري بسبب وجود بروتين سطح متغير يكون أكثر شيوعًا عند الأشخاص المنحدرين من أصول أوروبية. كما يحدث شكل وراثي، نتيجة لشكل ضعيف من الجين R0. قد يحدث الضعف D أيضًا باسم "C in trans"، حيث يوجد جين C على الكروموسوم المقابل لجين D (كما في R0r 'أو "Dce / dCe")الاختبار صعب، حيث إن استخدام الكواشف المضادة لـ D المختلفة، خصوصًا الكواشف المتعددة النّسائل القديمة، قد يعطي نتائج مختلفة. 
التأثير العملي لهذا هو أن الأشخاص الذين لديهم هذا النمط الظاهري سيكون لديهم منتج يسمى «D إيجابي» عند التبرع بالدم. عند تلقي الدم، يتم كتابتها في بعض الأحيان على أنها «D سالبة»، على الرغم من أن هذا هو موضوع بعض النقاش. يمكن لمعظم المرضى «الضعفاء د» الحصول على الدم «D إيجابية» دون مضاعفات. ومع ذلك، فمن المهم أن تحدد بشكل صحيح تلك التي يجب اعتبارها D + أو D−. هذا أمر مهم، لأن معظم بنوك الدم لديها كمية محدودة من الدم «D السلبي» وأن نقل الدم الصحيح مناسب سريريًا. في هذا الصدد، تبسيط التنميط الجيني لمجموعات الدم هذا بكثير من الكشف عن المتغيرات المختلفة في نظام مجموعة دم Rh.   

## جزئية D
من المهم التمييز بين الضعف D (بسبب اختلاف كمي في المستضد) D من جزئية D (بسبب اختلاف نوعي في المستضد (D ببساطة، فإن النمط الظاهري D يرجع إلى انخفاض عدد المستضدات D على خلية الدم الحمراء. في المقابل، فإن النمط الظاهري D يرجع إلى تغيير في D-الحاتمة (في المستضد). وبالتالي، في الجزء D، لا يتم تقليل عدد المستضدات D ولكن يتم تغيير هيكل البروتين. هؤلاء الأفراد، إذا تم تحصينهم بالكامل إلى D، يمكن أن ينتجوا أجسامًا مضادة لـ D. لذلك، يجب وصف المرضى الذين يتبرعون بالدم من الفئة D على أنهم D-ايجابي ولكن، في حالة تلقي الدم، يجب أن يتم تصنيفهم على أنهم D-سلبي وتلقي وحدات سلبية D.
في الماضي، كان اسم D الجزئي يسمى «الفسيفساء/مزيّق-D mosaic» أو «متفاوت-D variant». يتم تعريف الظواهر D الجزئية المختلفة من قبل الحاتمة D مختلفة على السطح الخارجي لغشاء الخلية الحمراء. تم وصف أكثر من 30 أنواع ظواهرية جزئية مختلفة. 

## النمط الظاهري لعدم وجود العامل الريسوسي
ليس لدى أفراد Rhnull مستضدات Rh (لا Rh أو RhAG) على خلايا الدم الحمراء. هذه الحالة نادرة. ونتيجة لغياب المستضد Rh، تفتقر خلايا الدم الحمراء في Rhnull أيضاً إلى LW و Fy5 وتظهر ضعف التعبير عن المستضدات S و s و U. خلايا الدم الحمراء التي تفتقر إلى بروتينات Rh / Rhag لها تشوهات هيكلية (مثل كثرة الخلايا) وعيوب في الغشاء الخلوي يمكن أن تؤدي إلى فقر دم انحلالي..

## مستضدات أخرى لمجموعة الريسوس
حاليا، تم وصف 50 مستضدات في نظام مجموعة Rh ؛ ومن بين تلك الموصوفة هنا، فإن المستضدات D و C و c و E و e هي الأكثر أهمية. أما الحالات الأخرى فهي أقل تعرضًا للإصابة بالمرض أو نادراً ما تكون هامة سريرياً. يتم إعطاء كل رقم، على الرغم من أن أعلى رقم مخصص (CEST أو RH57 وفقًا لمصطلحات ISBT) ليس انعكاسًا دقيقًا للمستضدات التي تمت مواجهتها نظرًا لأن العديد من (على سبيل المثال، Rh38) قد تم جمعها، أو إعادة تعيينها إلى مجموعات أخرى، أو إزالتها بطريقة أخرى.

## الأجسام المضادة للريسوس
الأجسام المضادة Rh هي الأجسام المضادة IgG التي يتم الحصول عليها من خلال التعرض للدم الإيجابي Rh (بشكل عام إما عن طريق الحمل أو نقل الدم). المستضد D هو أكثر المستضدات مناعة لجميع المستضدات غير ABO. ما يقرب من 80 ٪ من الأفراد الذين هم من النوع D-negative ويتعرضون لوحدة موجبة D-D سوف ينتجون مضادًا D. يتم تقليل النسبة المئوية للتطفل الكلي بشكل كبير في المرضى الذين يعانون من الاستنزاف بنشاط.
جميع الأجسام المضادة Rh باستثناء جرعة العرض D (يتفاعل الجسم المضاد بقوة أكبر مع الخلايا الحمراء متماثلة الزيجوت لمستضد من الخلايا المتغايرة لمستضد (EE أقوى تفاعل مقابل EE).
إذا تم الكشف عن مضاد E، فيجب الاشتباه بقوة في وجود مضاد لـ c (بسبب الميراث الجيني المشترك). ولذلك فمن الشائع اختيار الدم السلبي والسالب E لمرضى نقل الدم الذين لديهم مضاد لل E. مضاد للجراثيم هو سبب شائع لتفاعلات نقل الدم الانحلالي المتأخرة.